# Moho (género)
Moho es un género extinto de aves paseriformes perteneciente a la familia Mohoidae. Incluye a cuatro especies de pájaros hoy extintos que poblaron las islas de Hawái. Los miembros del género son conocidos como ‘ō‘ōs en la lengua hawaiana. 
Su plumaje llamativo era generalmente de color negro brillante, algunas especies tienen mechones amarillos axilares y otras plumas exteriores de color negro. La mayoría de estas especies se extinguieron por la pérdida de hábitat y la caza extensiva, ya que su plumaje se utilizaba para la creación de las preciosas aahu alii (túnicas) y ahu ula (capas) para los alii (la nobleza hawaiana). Moho braccatus fue la última especie de este género en extinguirse, probablemente víctima de la malaria aviar.
Hasta hace poco, este género se incluía en la familia Meliphagidae porque sus especies se parecían y actuaban de manera similar a los miembros de esa familia, incluyendo muchos detalles morfológicos. Un estudio de 2008 argumentó, sobre la base de un análisis filogenético de ADN de especímenes de museo, que los géneros Moho y Chaetoptila no pertenecen a la familia Meliphagidae sino que pertenecen a un grupo que incluye a los ampelis y a la cigua palmera, y están sobre todo muy relacionados con los capulineros (familia Ptilogonatidae). Los autores propusieron una familia, Mohoidae, para estos dos géneros extintos.

## Especies
- Moho apicalis - Extinto hacia 1837
- Moho bishopi - Extinto hacia 1904
- Moho nobilis - Extinto hacia 1934
- Moho braccatus - Extinto hacia 1987